# Uchisaiwaichō
Uchisaiwaichō (内幸町, Uchisaiwaichō) est un quartier de l'arrondissement spécial de Chiyoda à Tokyo.

## Géographie
Uchisaiwaichō est situé au coin sud-est du quartier et est bordé par Chūō et Minato.

## Transports
Le quartier est desservi par la station de métro Uchisaiwaichō, sur la ligne Toei Mita.